# Абранін Едуард Петрович
Едуард Петрович Абранін (1930—2008) — український радянський астроном, співробітник Радіоастрономічного інституту НАНУ, лауреат Премії НАНУ ім. М. П. Барабашова.

## Біографія
Едуард Абранін народився 21 листопада 1930 року у місті Лепель у Вітебській області в теперішній Білорусі. У 1948 році закінчив 10 класів середньої школи та поступив до Харківського політехнічного інституту.
27 лютого 1953 року з п'ятого курсу був призваний в армію. На комісії він заявляв, що служити не бажає, а хоче залишитись офіцером запасу із завершеною вищою військовою підготовкою і працювати цивільним фахівцем. Однак він був зарахований слухачем на факультет реактивного озброєння Артилерійської інженерної академії імені Ф. Е. Дзержинського з присвоєнням військового звання технік-лейтенант. Влітку 1954 року з відзнакою закінчив академію, отримавши кваліфікацію фахівця з радіоапаратури та військове звання інженер-лейтенант. 3 червня 1954 року був призначений начальником відділення № 22 Ростовського військового училища. Працював добре, але продовжував мріяти про цивільну кар'єру. Лише після 7 років служби йому вдалося звільнитись в званні інженер-капітана.
Абранін завершив освіту у Харківському політехнічному інституті та почав роботу радіоінженером на Харківському заводі імені Т. Г. Шевченка, одному з провідних радянських заводів з виробництва апаратури для балістичних ракет.
Незабаром він перейшов на роботу до Радіоастрономічного інституту АН УРСР. З 16 квітня 1965 року працював там старшим інженером-керівником групи під керівництвом члена-кореспондента АН УРСР Семена Брауде. З часом став доктором технічних наук, підготував велику групу молодих вчених, став співавтором низки винаходів. Отримав патенти «Фазована антенна решітка з круговою поляризацією поля» та «Широкополосний підсилювач з лінійним зворотним зв'язком».
Влітку 2002 року вийшов на пенсію, але залишився на посаді провідного конструктора. У квітні 2008 року був виключений зі списків Радіоастрономічного інституту у зв'язку зі смертю.

## Відзнаки
- 1991 року здобув Премію НАНУ ім. М. П. Барабашова за цикл робіт «Радіоастрономічні дослідження Сонячної системи» у співавторстві з Борисом Рябовим і Лазаром Базеляном[1].

## Сім'я
Був одружений. Родина мешкала в Харкові на вулиці Дарвіна.